# 할릴 술탄 이븐 미란 샤
할릴 술탄 (1384년 7월 14일 ~ 1411년 11월 3일, 우르두어: خلیل سلطان)은 티무르 왕조의 제2대 군주(재위: 1405년 ~ 1409년)이다. 트란스옥시아나를 다스렸다. 그는 티무르의 3남 미란 샤의 아들이다.

## 생애
티무르의 생전에 할릴 술탄은 정복자의 총애를 받았다. 그는 특히 인도 원정에서 활약했고, 1402년에는 페르가나를 분봉받았다. 1405년 티무르가 죽자 할릴은 스스로를 티무르의 후계자라 선언했다. 티무르가 생전에 후계자로 지목한 피르 무함마드 이븐 자한기르는 곧 버림받았고, 할릴은 사마르칸드를 장악했다. 할릴은 곧장 티무르의 유산을 확보하고, 차가타이 칸국의 칸으로 티무르의 일족 중 한명을 임명했다.
그때 헤라트를 분봉받은 티무르의 4남 샤 루흐가 반란을 일으켜 아무다리야강으로 진군했지만, 할릴의 아버지인 미란 샤와 형제 아부 바크르가 아제르바이잔에서 할릴을 지원하기 위해 진군하자 샤 루흐는 퇴각할 수 밖에 없었다. 그럼에도 불구하고 할릴의 위치는 여전히 불안했다. 사마르칸드의 민중들은 할릴을 싫어했는데, 특히 귀족들은 그의 아내 샤드 알물크를 경멸했다. 샤드 알물크가 할릴이 낮은 신분의 사람들을 귀족으로 임명하게끔 부추겼기 때문이다. 결국 할릴은 모두에게 버림받고 옛 스승인 모굴리스탄의 후다이다드 후세인에게 포로가 되었다.
할릴이 없는 사마르칸드에 샤 루흐가 입성한 것은 1409년 5월 13일의 일이다. 샤 루흐는 트란스옥시아나를 아들 울루그 베그에게 분봉했다. 할릴은 샤드 알물크를 포로로 잡은 샤 루흐에게 항복했다. 샤 루흐는 할릴에게 아내를 돌려주고 라이를 분봉했다. 할릴은 그곳에서 1411년에 죽었다. 할릴의 아내는 할릴이 죽은 직후에 자살했다.
| 전임 티무르 | 티무르 왕조의 지도자 1405년 ~ 1409년 | 후임 샤 루흐 |

| 전임 티무르 | 티무르 왕조 사마르칸드의 지배자 1405년 ~ 1409년 | 후임 울루그 베그 |

## 참고 서적
- Roemer, H. R. 「The Successors of Timur」 『The Cambridge History of Iran Volume 6: The Timurid and Safavid Periods』 Edited by Peter Jackson. New York: Cambridge University Press, 1986. ISBN 0-521-20094-6